# Mangroveral
De mangroveral (Eulabeornis castaneoventris) is een vogel uit de familie van de Rallen, koeten en waterhoentjes (Rallidae).

## Verspreiding en leefgebied
Deze soort komt voor in noordelijk Australië en de Aru-eilanden en telt 2 ondersoorten:
- E. c. sharpei: de Aru-eilanden.
- E. c. castaneoventris: de noordkust van Australië.